# Радзишевский, Владислав Николаевич
Влади́слав (Вадим) Николаевич Радзишевский (2 мая 1923, Витебск — 5 мая 1975, Минск, Белорусская ССР) — советский футболист и тренер.

## Биография
Воспитанник чебоксарского футбола. В 1940 году начинал свою карьеру в местной команде «Спартак». Участник Великой Отечественной войны, награждён медалями «За боевые заслуги», «За оборону Кавказа». После возвращения с фронта выступал за ряд клубов первенства Белорусской ССР, а также за кишиневский «Буревестник» и вильнюсский «Спартак».
В 1952—53 гг. был в составе команды класса «А» «Динамо» (Минск). Всего в высшем эшелоне советского футбола нападающий провел за «бело-голубых» три матча, в которых забил один гол.
После окончания игровой карьеры Радзишевский стал тренером. Он работал с такими клубами, как «Локомотив» (Гомель), «Десна» (Чернигов), «Неман» (Гродно) и «Днепр» (Могилёв).
Незадолго до своей смерти входил в тренерский штаб брестского «Буга».